# 찬미시

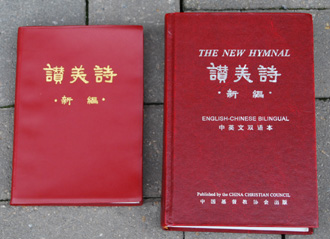
중국어 찬미시(왼쪽, 중국기독교협의회 발행, 아미티 프린팅 인쇄) 및 영어-중국어 이중언어 찬미시(오른쪽, 동일)

찬미시(중국어 간체자: 赞美诗（新编), 정체자: 讚美诗（新編）, 병음: Zànměishī(Xīnbiān))은 1980년대 초에 출판되었으며, 2009년 오늘날 중국의 삼자애국운동(TSPM)을 통해 등록된 개신교에서 사용하는 주요 찬송가이다.

## 역사
중국 찬미시는 1980년대 문화대혁명 시기 종교 박해, 특히 기독교에 대한 박해가 가라앉고 교회가 재개되면서 국내외 찬송가를 수집하려는 목적으로 편집되기 시작했다.

## 중국의 개신교 예배
중국 연합역 성경, 중국 찬미시, 중국 연합역에 기록된 주기도문, 사도신경은 중국의 삼자교회에서 주로 사용된다.

## 같이 보기
- 중국의 기독교
- 찬가
- 중국기독교협회